# سنگر (نکا)
سنگر روستایی است از توابع بخش هزارجریب شهرستان نکا در استان مازندران ایران.

## جمعیت
این روستا در دهستان استخرپشت قرار دارد و براساس سرشماری مرکز آمار ایران در سال ۱۳۸۵، جمعیت آن ۵۶ نفر (۱۲خانوار) بوده‌است. مردم سنگر از قومیت طبری هستند. مردم سنگر به زبان طبری (مازندرانی) سخن می‌گویند.